# Aleksandra Ekster
Aleksandra Aleksandrovna Ekster (născută Grigorovici, în rusă Алекса́ндра Алекса́ндровна Эксте́р, în ucraineană Олекса́ндра Олекса́ндрівна Е́кстер — n. 18 ianuarie 1882 – d. 17 martie 1949) a fost artistă vizuală complexă, pictor, designer și scenograf, de naționalitate atât rusă cât și franceză.
De tânără, atelierul ei din Kiev a atras toate „luminile creative” ale orașului și astfel, Aleksandra a devenit și o figură cunoscută a saloanelor din Paris, fiind în anturajul artiștilor care se afirmau atunci puternic, precum Picasso, Braque și alții.
Aleksandra Ekster este identificată cu avangarda rusă/ucraineană, ca fiind o artistă vizuală reprezentativă cubo-futuristă, constructivistă, uneori primitivistă, dar și suprematistă, iar, mai târziu, ca influentă contribuitoare a mișcării artistice Art Deco. Exter a fost profesoara mai multor artiști ai școlii din Paris, precum sunt artiștii plastici Abraham Mintchine, Isaac Frenkel Frenel și regizorii de film Grigori Kozânțev, Serghei Iutkievici, dar și a altora.

## Biografie

### Viață timpurie
S-a născut ca Aleksandra Aleksandrovna Grigorovici în Białystok, în gubernia/guvernoratul Grodno, a Imperiului Rus (acum aflat în Polonia), într-o familie bogată din Belarus. Tatăl ei, Aleksandr Grigorovici, era un bogat om de afaceri din Belarus. Mama ei era greacoaică.
Tânăra Aleksandra a primit o educație privată excelentă, studiind limbi străine, muzică, artă și luând lecții private de desen. Curând după absolvirii școlii elementare, familia ei s-au mutat la Kiev, iar Asya, așa cum a numit-o prietenii ei, a urmat gimnaziul Sfăntul Olha și Școala de Artă din Kiev, unde a studiat cu alți viitori „artiști-vedetă” ai mișcării de avangardă aertistică, precum ppOleksandr Bohomazov]] și Alexander Archipenko. Printre profesorii era inclus și proeminentul pictor ucrainean Mykola Pymonenko. Aleksandra a absolvit pictura la Școala de Artă din Kiev în 1906.

### Kiev
Atelierul Aleksandrei de pictură, din podul clădirii de pe strada Funduklievskaya numărul 27 (acum strada Khmelnytsky), a fost o etapă din viața artistei, în care elita intelectuală a Kievului se întâlnea. În atelierul din podul ei, au lucrat viitori „luminari” ai artei decorative mondiale, precum Vadim Meller, Anatoli Petrisky și Piotr Celicev.

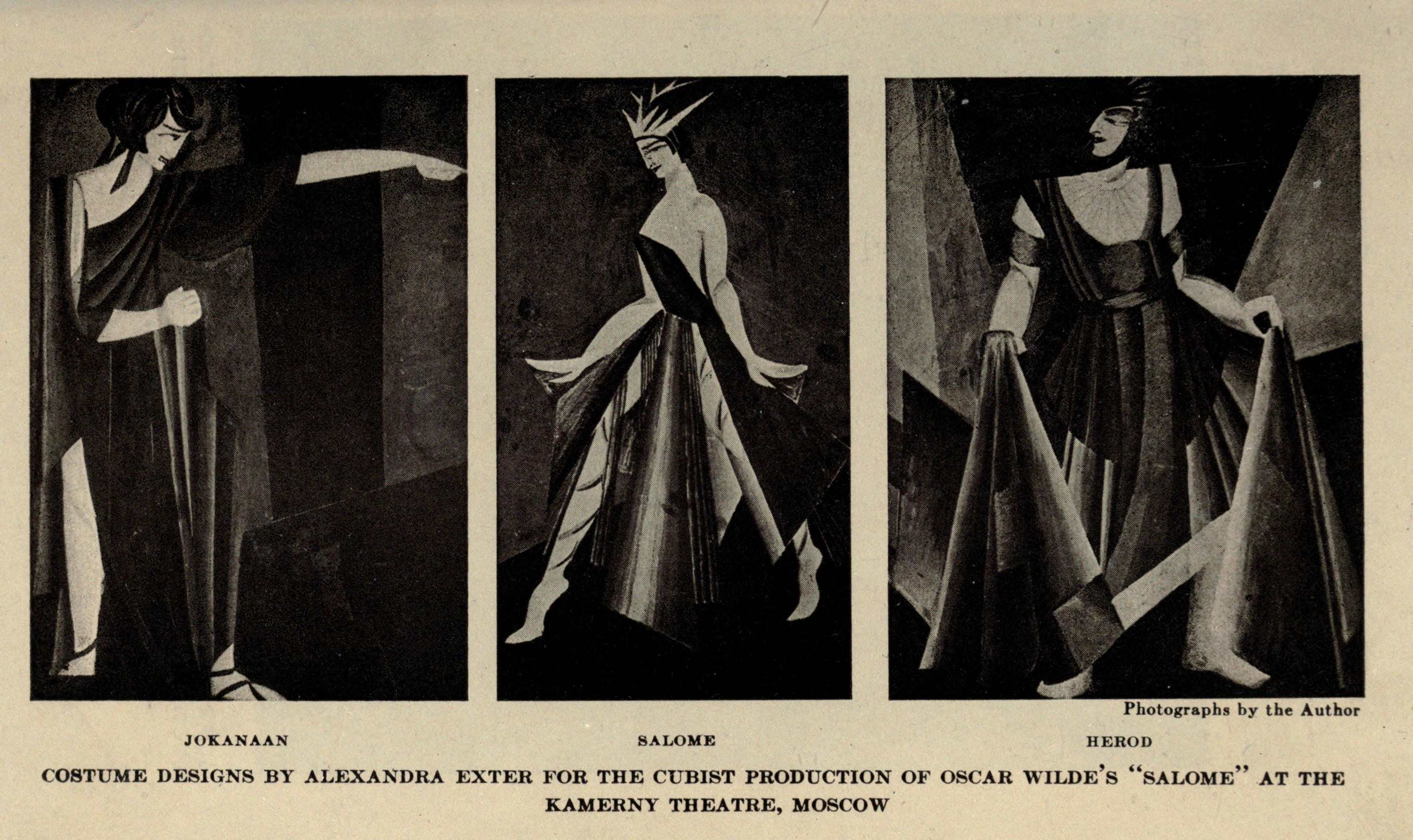
Costume cubiste pentru personajul biblic Salomeea.

Tot acolo a fost vizitată de varii artiști, de poeți și scriitori, precum scriitorii Anna Ahmatova, Ilia Ehrenburg și Osip Mandelștam, coregraful Bronislava Nijinska și dansatoarea Elsa Kruger, precum și alți mulți artiști și studenți, precum Alexander Bogomazov, Vladimir Baranov-Rossiné, Grigori Kozintsev, Serghei Iutkevici, Aleksei Kapler și Abraham Mintchine, printre mulți alții.
În 1908, Aleksandra Ekster a participat la o expoziție, la Kiev, împreună cu membrii grupului Zveno (din care făcea parte), organizată de David Burliuk, Vladimir Burliuk și alții.

### Paris
La Paris, Ekster a făcut cunoștință personală cu Pablo Picasso și Georges Braque, care i-au prezentat-o pe Aleksandra lui Gertrude Stein.
Sub numele Alexandra d'Exter,  artista kieviană a expus șase lucrări la Salon de la Section d'Or, Galerie La Boétie, la Paris, în  octombrie 1912, împreună cu Jean Metzinger, Albert Gleizes, Marcel Duchamp și alții.
În 1914, Exter a participat la expozițiile Salon des Indépendants de la Paris, alături de Kazimir Malevici, Alexander Archipenko, Vadym Meller, Sonia Delaunay-Terk și alți artiști francezi și ruși. În același an, a participat alături de „rușii” Archipenko, Koulbine și Rozanova la Expoziția Internațională Futuristă de la Roma.
În 1915, s-a alăturat grupului de artiști de avangardă Supremus. Una din prietenele ei i-a prezentat-o poetului Apollinaire, care a dus-o la atelierul lui Picasso. Potrivit actriței Teatrului de Cameră din Moscova, Alice Coonen,
| “ | În gospodăria pariziană [a Aleksandrei Ekster] a existat o combinație deosebită remarcabilă a culturii europene cu viața ucraineană. Pe pereți, printre picturile lui Picasso și Braque, era broderie ucraineană, pe podea era un covor ucrainean, la masă s-au servit [băuturi] în vase de lut, iar în farfurii colorate, găluște din majolică. | ” |

## Galerie

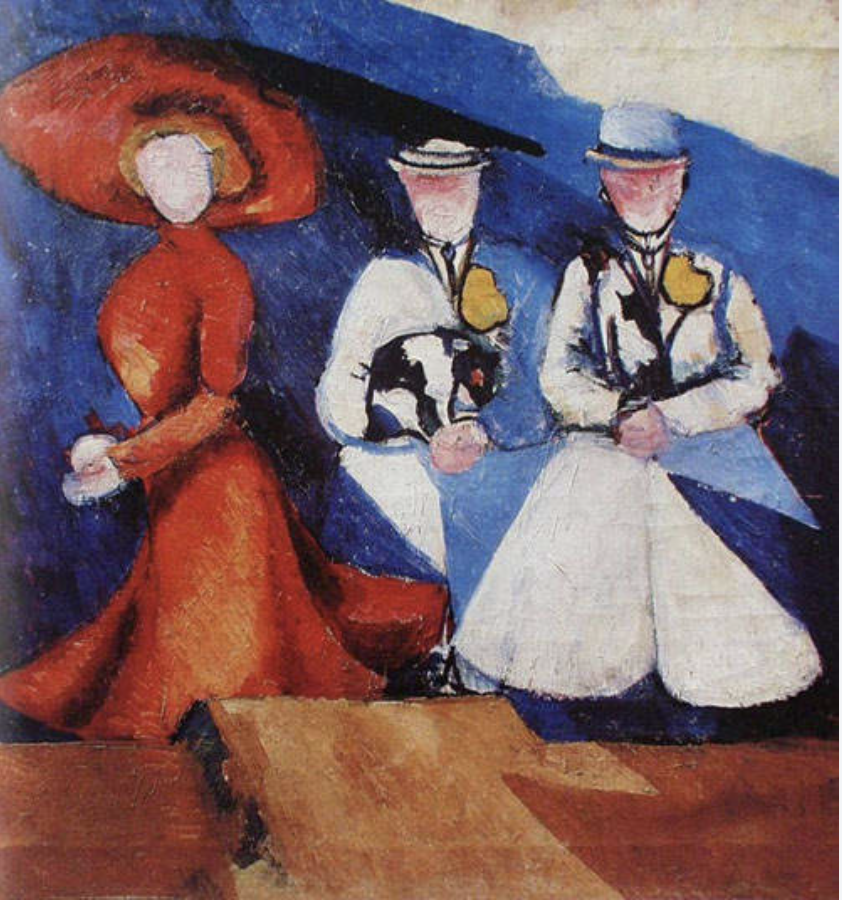
Trei figuri feminine (1910)
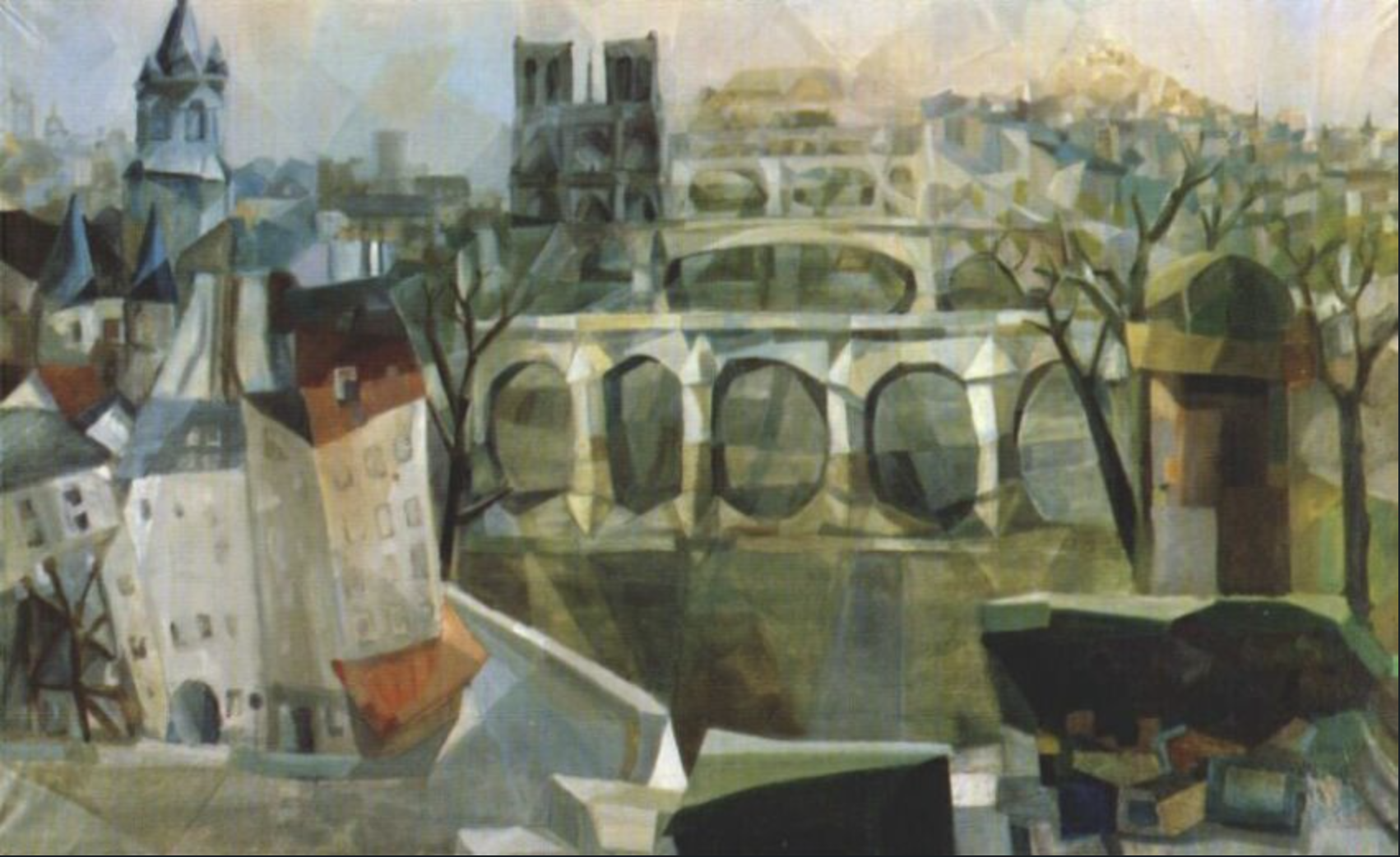
Paris, peisaj citadin (1912)
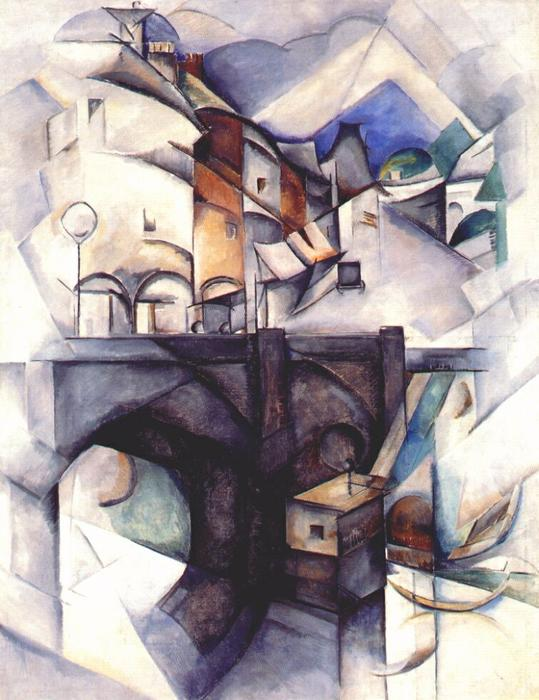
Pod (1912)
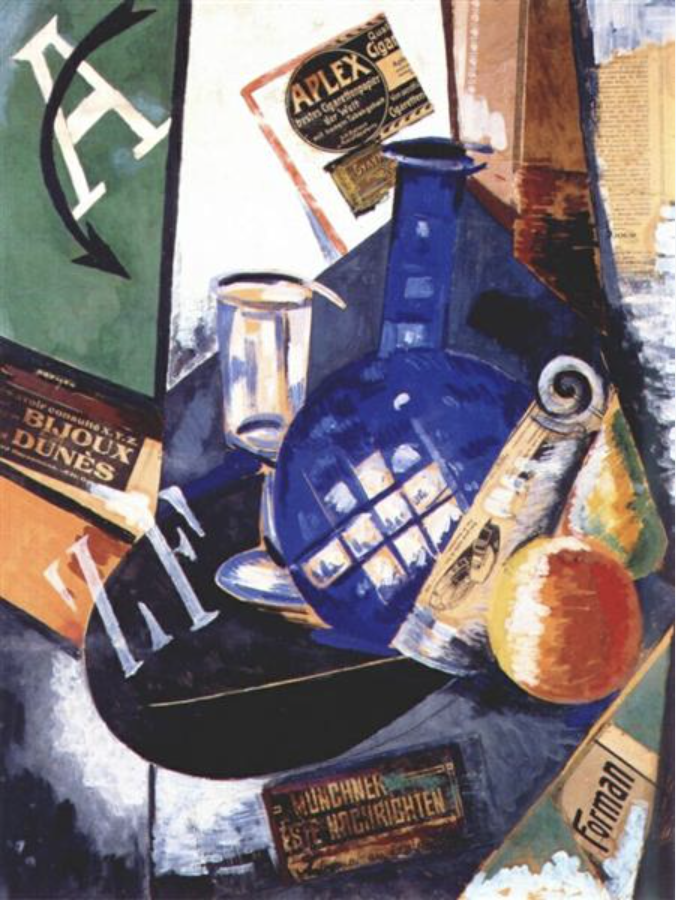
Natură moartă (1913)
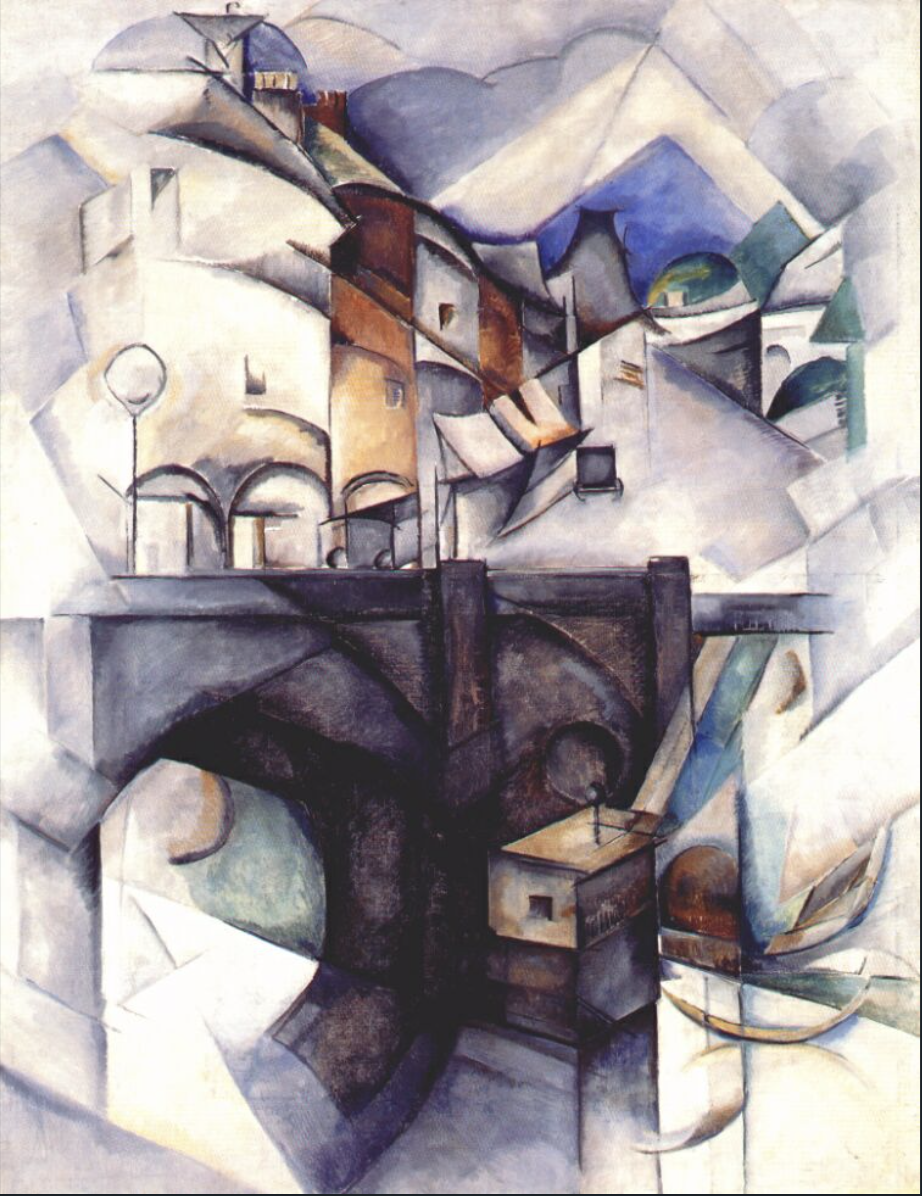
Bridge. Sevre (1914)
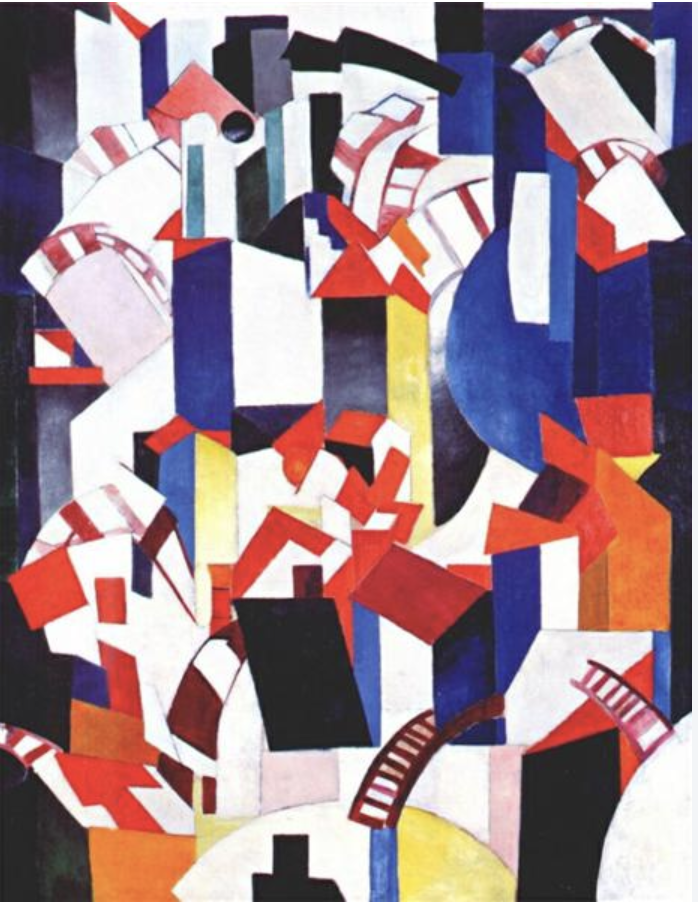
Veneția (1915)
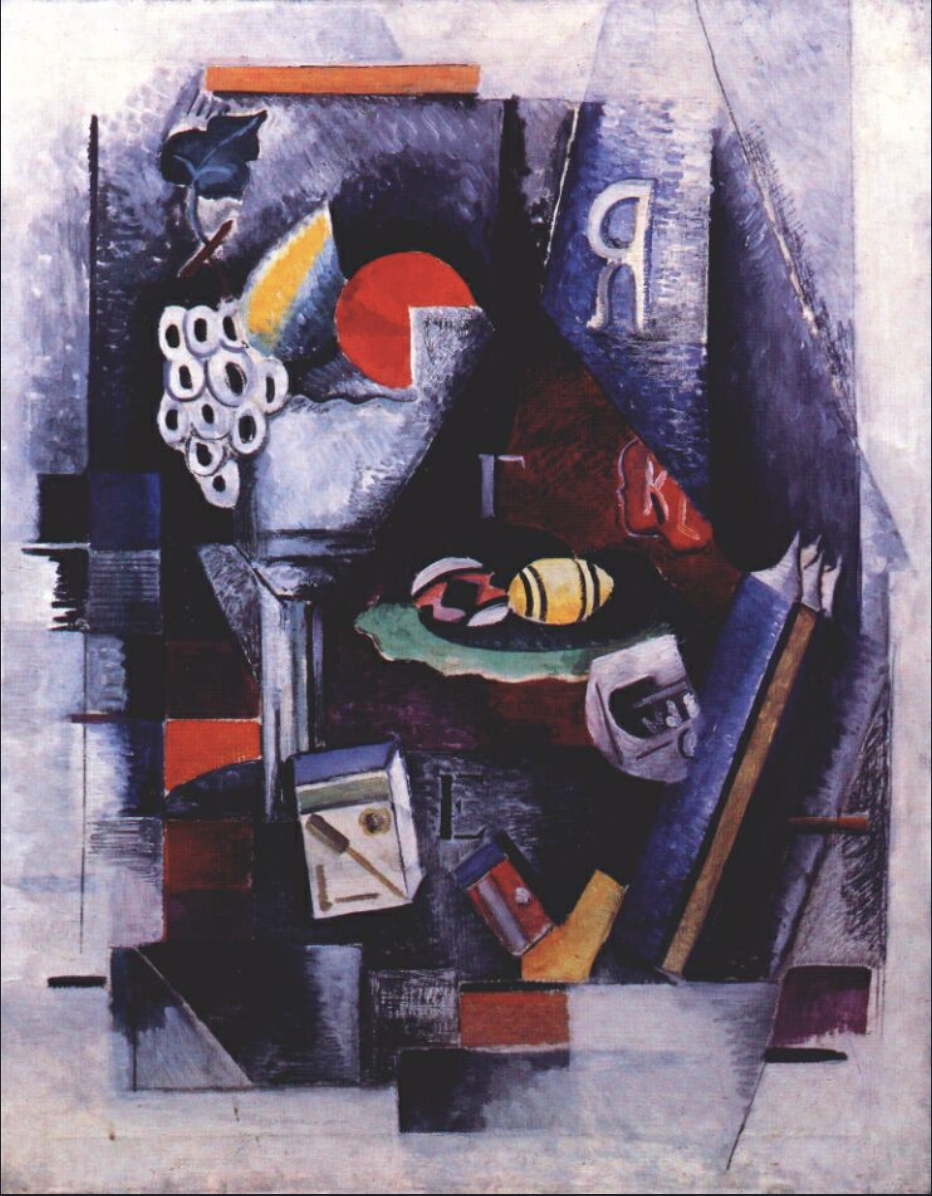
Natură moartă cu ouă (1915)
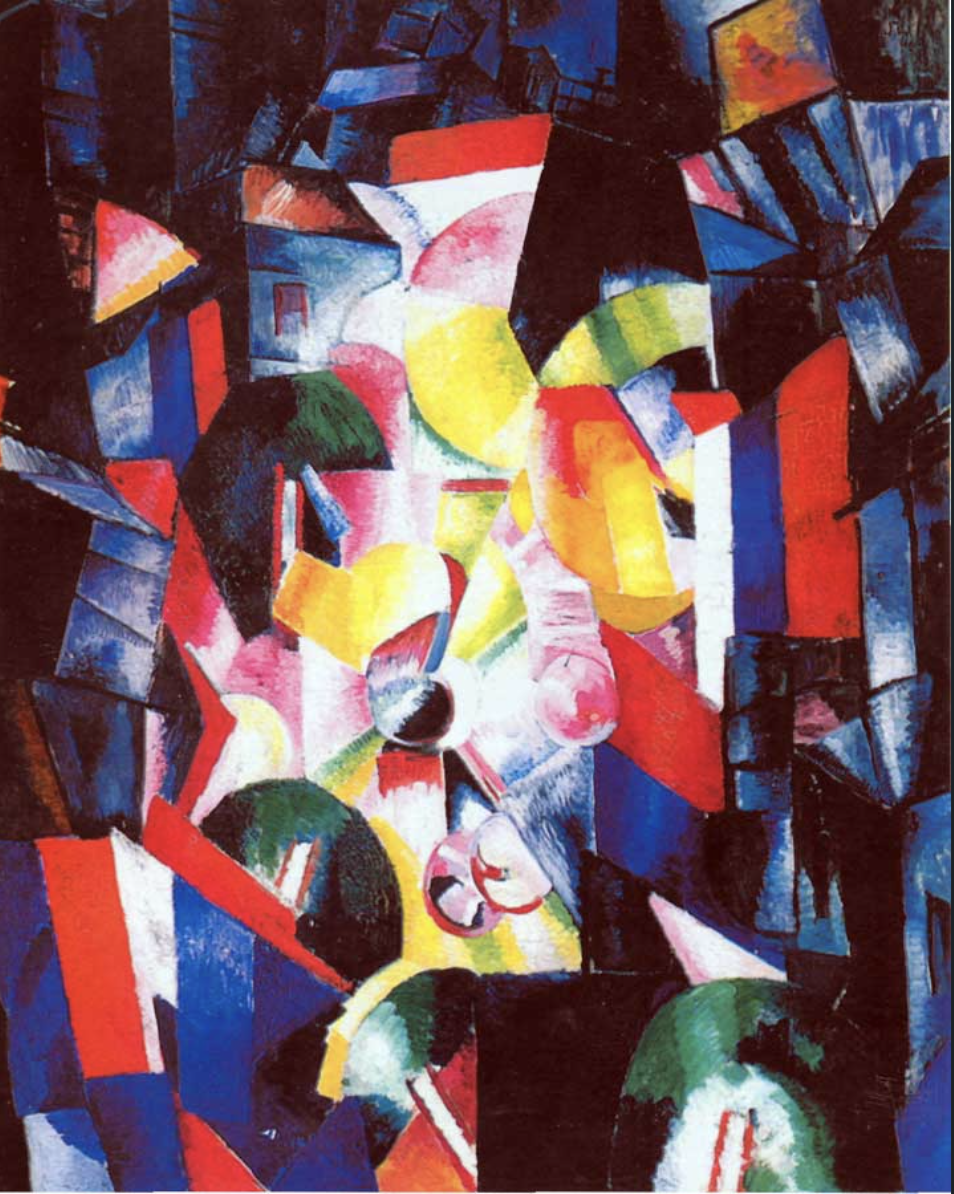
Orașul noaptea (1919)
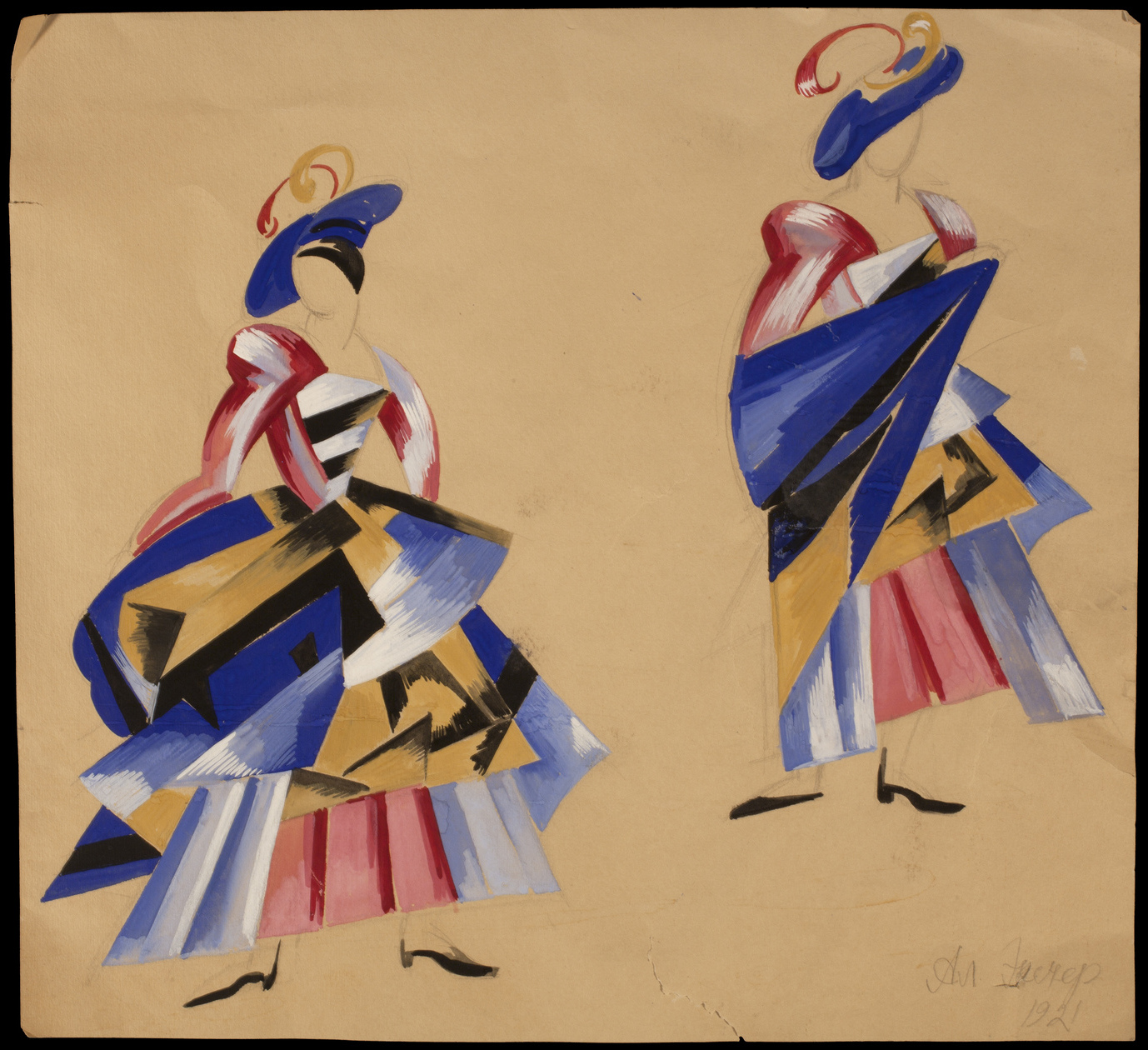
Alexandra Exter – Design al costumelor pentru eroii tragediei Romeo și Juliette (1921)
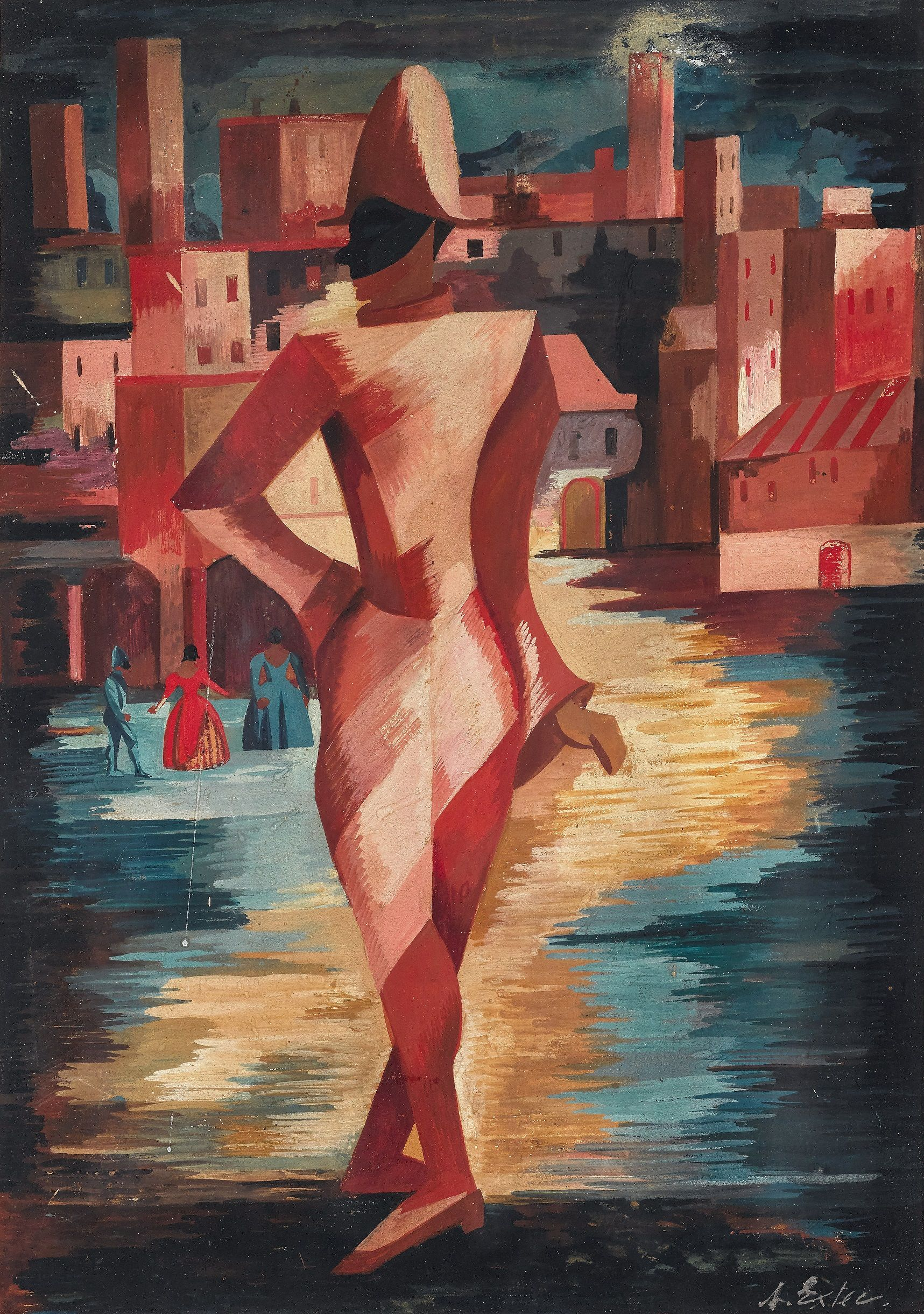
Aleksandra Ekster – Pulcinella (Anii târzii 1920 - Anii timpurii 1930)